# 原住民返鄉列車
原住民返鄉列車，為中華民國交通部下轄之台灣鐵路管理局與行政院的原住民族委員會共同專為台灣原住民族辦理之返鄉專用列車，於2016年6月16日起開放原住民登記購買車票。

## 緣起
每年逢7、8月為台灣的阿美族豐年祭、元旦卑南族年祭的舉辦期間，有眾多祭典，以及春節假期返鄉祭祖；因剛好民眾藉假期出門遊玩，返鄉祭祖的原因，造成交通不便利，使離鄉打拚的原住民無法順利返鄉參加部落祭典儀式。又因中華民國憲法增修條文第十條第十一及十二項明文規定，國家肯定多元文化，並積極維護發展原住民族語言及文化，原住民返鄉參加傳統祭祀、祭儀活動，是原住民傳統的重要文化，更是原住民文化傳承的重點。中華民國立法委員陳瑩即邀集原住民族委員會（原民會）、交通部、審計部、行政院主計總處、花蓮縣政府以及臺東縣政府開會討論。臺鐵局和原民會皆同意辦理原住民返鄉列車，於2016年7月正式上路。